# Assedio di Tarso
L'assedio di Tarso fu combattuto tra Bizantini e Armeni nella primavera del 1137 in Cilicia, a Tarso; lo scontro si concluse con la vittoria dei bizantini.

## Antefatto
Dopo che l'imperatore bizantino Giovanni II Comneno ebbe evitato il pericolo di una guerra con il Regno di Sicilia, la sua attenzione si concentrò sugli stati crociati della Siria-Palestina, che secondo il trattato di Devol erano suoi di diritto.
Le operazioni cominciarono nei primi mesi del 1137: Giovanni si diresse verso il regno armeno alla testa di un grande esercito, pronto a muovere battaglia. Le truppe di Giovanni non erano formate solo da soldati professionisti bizantini, ma anche da diversi reparti alleati, tra i quali uno di peceneghi, uno di turchi ed uno di armeni, tutti ostili alla famiglia reale armena dei Ruben.

## L'assedio
Iniziò così l'avanzata veloce dell'esercito bizantino; nella Cilicia in breve tempo i bizantini si impadronirono delle più grandi città, tra cui Adana. Dopo poco iniziarono ad assediare anche la città di Tarso.
Durante l'assedio di Tarso, Giovanni affidò al figlio Alessio Comneno il comando dell'esercito, e qui l'erede designato al trono dimostrò le sue qualità di stratega. Inizialmente lo scontro ebbe un esito sfavorevole per i bizantini, poi Alessio riuscì a ribaltare la situazione ordinando un forte bombardamento di trabucchi sulla città. Per la vittoria dei bizantini fu determinante una rivolta antiarmena che scoppiò all'interno di Tarso, dopo che l'imperatore aveva promesso alla città dei doni e l'amnistia generale. Grazie a ciò, le truppe comandate da Alessio espugnarono la città.

## Conseguenze
Dopo la conquista di Tarso, nel giro di un anno tutta la Cilicia fu conquistata dai bizantini, il che pose momentaneamente fine  al regno armeno di Cilicia. Leone, re della Piccola Armenia, si ritirò sui monti del Tauro insieme ai suoi due figli, cessando così di essere una minaccia per i bizantini. L'imperatore poi sottomise il principato d'Antiochia e strappò alcune città ai musulmani in Siria.